# Austrolimnophila (Austrolimnophila) macrophallus
Austrolimnophila (Austrolimnophila) macrophallus is een tweevleugelige uit de familie steltmuggen (Limoniidae). De soort komt voor in het Afrotropisch gebied.